# Mus sorella
Mus sorella (Миша Томаса) — вид роду мишей (Mus).

## Поширення
Країни поширення: Демократична Республіка Конго, Кенія, Танзанія, Уганда. Зустрічається, принаймні, до 1830 м над рівнем моря.

## Екологія
Місцями проживання є субтропічні або тропічні вологі низинні ліси, субтропічні або тропічні вологі гірські ліси і сухі савани.